# 篠原廣人
篠原 廣人（しのはら ひろひと、1965年〈昭和40年〉3月12日 - ）は、日本の音楽プロデューサー。株式会社ソニー・ミュージックエンタテインメント コーポレートビジネスマーケティンググループ シニア・ゼネラルマネージャー、株式会社ミュージックレイン執行役員。

## 経歴
- 1983年に日本大学第三高等学校を卒業後、杏里、角松敏生が所属する有限会社マーマレードに入社。

- 1986年に佐野元春が発足した個人レーベルM's Factoryに転職。

- 1990年にEPIC/SONY RECORDSに入社。

- 2012年にミュージックレイン執行役員に就任[1]。

- 2017年にソニー・ミュージックエンタテインメント コーポレートビジネスマーケティンググループ シニア・ゼネラルマネージャーに就任[2]。

## 人物
ロックからアニメソングと幅広く音楽プロデューサーとして活動し、毎日放送製作の土6枠、日5枠のアニメに長年携わっていた。

## 作品一覧

### シングル
- 2003年 little by little『悲しみをやさしさに』（プロデューサー）
- 2004年 little by little『LOVE & PEACE』（プロデューサー）
- 2004年 little by little『雨上がりの急な坂道』（プロデューサー）
- 2005年 little by little『シンクロ』（プロデューサー）
- 2005年 little by little『ハミングバード』（プロデューサー）

### アルバム
- 1990年 TMN『RHYTHM RED』（プロモーション）
- 1991年 TMN『EXPO』（プロモーション）
- 2005年 little by little『Sweet Noodle Pop』（プロデューサー）
- 2010年 戸松遥『Rainbow Road』（プロデューサー）
- 2011年 豊崎愛生『love your life,love my life』（プロデューサー）
- 2012年 寿美菜子『My stride』（プロデューサー）
- 2013年 戸松遥『Sunny Side Story』（プロデューサー）
- 2013年 豊崎愛生『Love letters』（プロデューサー）
- 2014年 高垣彩陽『relation』（プロデューサー）
- 2016年 雨宮天『Various BLUE』（プロデューサー）
- 2018年 雨宮天『The Only BLUE』（プロデューサー）

### テレビアニメ
- 2002年 機動戦士ガンダムSEED（音楽プロデューサー）
- 2003年 鋼の錬金術師（音楽協力）
- 2004年 かいけつゾロリ（音楽制作）
- 2004年 機動戦士ガンダムSEED DESTINY（音楽プロデューサー）
- 2005年 交響詩篇エウレカセブン（音楽プロデューサー）
- 2005年 エンジェル・ハート（音楽協力）
- 2005年 BLOOD+（音楽協力）
- 2006年 天保異聞 妖奇士（音楽プロデューサー）
- 2007年 地球へ…（音楽プロデューサー）
- 2007年 機動戦士ガンダム00（音楽プロデューサー）
- 2009年 鋼の錬金術師 FULLMETAL ALCHEMIST（音楽プロデューサー）
- 2011年 機動戦士ガンダムAGE（音楽プロデューサー）
- 2012年 夏色キセキ（エグゼクティブプロデューサー）
- 2012年 マギ The labyrinth of magic（主題歌協力）
- 2013年 メガネブ!（企画）
- 2013年 マギ The kingdom of magic（主題歌協力）
- 2014年 アカメが斬る!（プロデューサー）
- 2017年 いつだって僕らの恋は10センチだった。（エグゼクティブ・プロデューサー）
- 2019年 八十亀ちゃんかんさつにっき（音楽プロデューサー）
- 2020年 白猫プロジェクト ZERO CHRONICLE（企画）

### OVA
- 2009年 機動戦士ガンダム00 スペシャルエディション（音楽プロデューサー）
- 2013年 機動戦士ガンダムAGE MEMORY OF EDEN（音楽プロデューサー）

### アニメ映画
- 2005年 劇場版 鋼の錬金術師 シャンバラを征く者（音楽協力）
- 2007年 河童のクゥと夏休み（製作委員会）
- 2007年 ストレンヂア 無皇刃譚（製作委員会）
- 2011年 鬼神伝（プロデューサー）
- 2011年 鋼の錬金術師 嘆きの丘の聖なる星（音楽協力）
- 2012年 ねらわれた学園（製作委員会）
- 2014年 宇宙兄弟#0（製作委員会）
- 2016年 ずっと前から好きでした。〜告白実行委員会〜（エグゼクティブ・プロデューサー）
- 2016年 好きになるその瞬間を。〜告白実行委員会〜（エグゼクティブ・プロデューサー）

### テレビドラマ
- 2007年 風魔の小次郎（製作）
- 2008年 RHプラス（製作）
- 2008年 ここはグリーン・ウッド 〜青春男子寮日誌〜（製作）
- 2010年 TAXMEN（エグゼクティブ・プロデューサー）
- 2010年 MUSICAL3（エグゼクティブ・プロデューサー）
- 2013年 放課後グルーヴ（チーフ・プロデューサー）
- 2013年 天魔さんがゆく（チーフ・プロデューサー）
- 2013年 変身インタビュアーの憂鬱（チーフ・プロデューサー）
- 2014年 ダークシステム 恋の王座決定戦（チーフ・プロデューサー）
- 2014年 新解釈・日本史（チーフ・プロデューサー）
- 2014年 アゲイン!!（企画・プロデュース）
- 2019年 劇団スフィア（エグゼクティブ・プロデューサー）

### 実写映画
- 2006年 アジアンタムブルー（プロデューサー）
- 2008年 ハンサム★スーツ（製作委員会）
- 2012年 ガール（製作委員会）
- 2012年 シグナル 月曜日のルカ（プロデューサー）
- 2018年 プリンシパル〜恋する私はヒロインですか?〜（企画）

## 家族・親族
- 兄：篠原哲雄（映画監督）[3]